# Domenico Perrero
Domenico Perrero (Rocca Canavese, 14 gennaio 1820 – Luserna San Giovanni, 20 ottobre 1899) è stato un letterato e storico italiano, autore di studi sul Risorgimento e su diversi esponenti di casa Savoia.

## Biografia
Perrero ha studiato prima a Cuorgnè, poi a Torino, dove nel 1845 si è laureato in giurisprudenza. Ha inizialmente intrapreso la carriera forense, lavorando come avvocato presso lo studio del suocero, il giureconsulto Francesco Troglia, in seguito abbandonata per dedicarsi completamente a studi di erudizione. Pubblicò, infatti, articoli, novelle e versi sul periodico Museo scientifico, letterario ed artistico, prima di dedicarsi con più assiduità nelle ricerche di storia moderna e contemporanea.
In particolare, tra il 1877 e il 1893 ha dato alle stampe ricerche attinenti alla documentazione dei regni di Emanuele Filiberto I di Savoia, Carlo Emanuele II di Savoia, Carlo Emanuele III di Savoia e Vittorio Amedeo II di Savoia, l'applicazione della legge Salica (1893 e 1894), con particolare riferimento ai matrimoni di Maria Elisabetta di Savoia-Carignano e Beatrice di Savoia, nonché il volume sugli ultimi reali e Carlo Alberto di Savoia-Carignano (1889), considerato il suo principale lavoro. Ha anche scritto importanti saggi su Fulvio Testi (1880) e su Alessandro Tassoni (pubblicato postumo nel 1900). Ha curato una versione, in due volumi, delle opere (odi, satire, epistole) di Orazio (1881). 
È stato socio dell'Accademia delle Scienze di Torino.

## Opere principali
- Il conte Fulvio Testi alla corte di Torino negli anni 1628 e 1635. Documenti inediti, Daelli, Milano 1865 (poi rist. an. Forni 1974).
- L'arresto e la morte del conte Fulvio Testi spiegati sulla scorta di documenti inediti, in «Rivista Europea», XI (1880), vol. XIX, pp. 465–480.
- Gli ultimi Stuardi e Vittorio Alfieri sul fondamento di documenti inediti (1782-83), in «Rivista Europea», XII (1881), vol. XXIV, fasc. V, pp. 683-701.
- Il rimpatrio dei valdesi del 1689 e i suoi cooperatori. Saggio storico su documenti inediti, Casanova, Torino 1889.
- Gli ultimi reali di Savoia del ramo primogenito ed il principe Carlo Alberto di Carignano. Studio storico su documenti inediti, Casanova, Torino 1889 (II ed. 1890 come Replica al marchese Costa di Beauregard. Nuovi appunti e documenti).
- La casa Savoia-Carignano e la Sardegna relativamente alla legge Salica, a proposito del matrimonio della principessa Beatrice di Savoia coll'arciduca Francesco d'Austria D'Este, 1812. Note storico- critiche documentate ad una recente storia della Corte di Savoia, con un cenno sulla risurrezione di un archivio segreto, Tip. S. Giuseppe degli Artigianelli, Torino 1893.
- Il matrimonio della principessa Maria Elisabetta di Savoia-Carignano, sorella di Carlo Alberto, coll'arciduca Ranieri d'Austria (1820). Studio storico su documenti inediti, Tip. S. Giuseppe degli Artigianelli, Torino 1894.
- La diplomazia piemontese nel primo smembramento della Polonia. Studio storico su documenti inediti, Tip. S. Giuseppe degli Artigianelli, Torino 1894.
- Il generale conte Alessandro di Gifflenga e la congiura militare lombarda del 1814, in «Rivista storica del Risorgimento italiano», I (1895), fasc. II-III, pp. 295–304.
- I reali di Savoia nell'esiglio: 1799-1806. Narrazione storica su documenti inediti, F.lli Bocca, Torino 1898.
- Asti ricuperata e la cittadella d'Alessandria liberata (1745-46). Studio storico-diplomatico su documenti ufficiali inediti, Tip. S. Giuseppe degli Artigianelli, Torino 1898.
- Le due prime filippiche sono opera di Alessandro Tassoni, in «Giornale storico della letteratura italiana», vol. XXXV, Loescher, Torino 1900, pp. 34–52.